# Torri Pitagora
Le Torri Pitagora sono parte di un comprensorio residenziale di Torino.

## Storia
Sorte tra il 1964 e il 1965 in una zona periferica della città (Mirafiori Nord), sono frutto di un collaudato sodalizio tra l'architetto Elio Luzi e Sergio Jaretti Sodano che, dopo aver già progettato la Casa dell'Obelisco sulla prestigiosa collina torinese, realizzeranno anche la famosa Torre Mirafiori e il complesso edilizio circostante.

## Caratteristiche progettuali

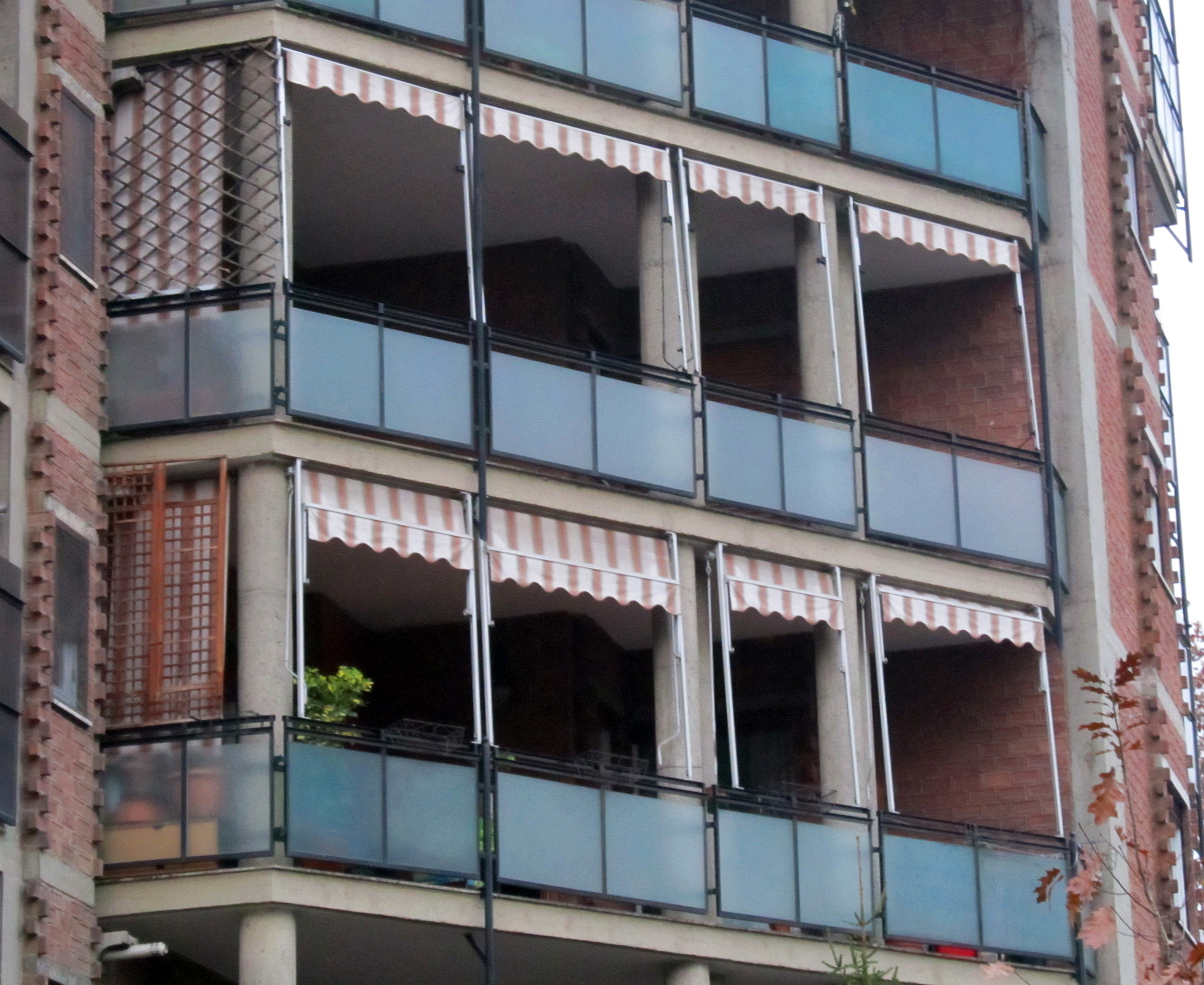
Dettaglio dei balconi.

Realizzate su progetto del duo Luzi-Jaretti per l'impresa edile Manolino, le Torri Pitagora fanno parte delle cosiddette "residenze alte" della Torino del dopoguerra. Ubicate sull'area compresa tra i corsi Siracusa, Orbassano e Cosenza, con affaccio sull'antistante piazza Pitagora, il complesso edilizio comprende le due torri che, con i loro dieci piani, si distinguono per l'elevata altezza rispetto al contesto edilizio circostante, privo di una particolare coerenza. Complice dell'altezza è lo slancio conferito dalla scelta di basare l'edificio su alti "pilotis", dove trovano posto anche degli spazi a doppia altezza per attività commerciali.

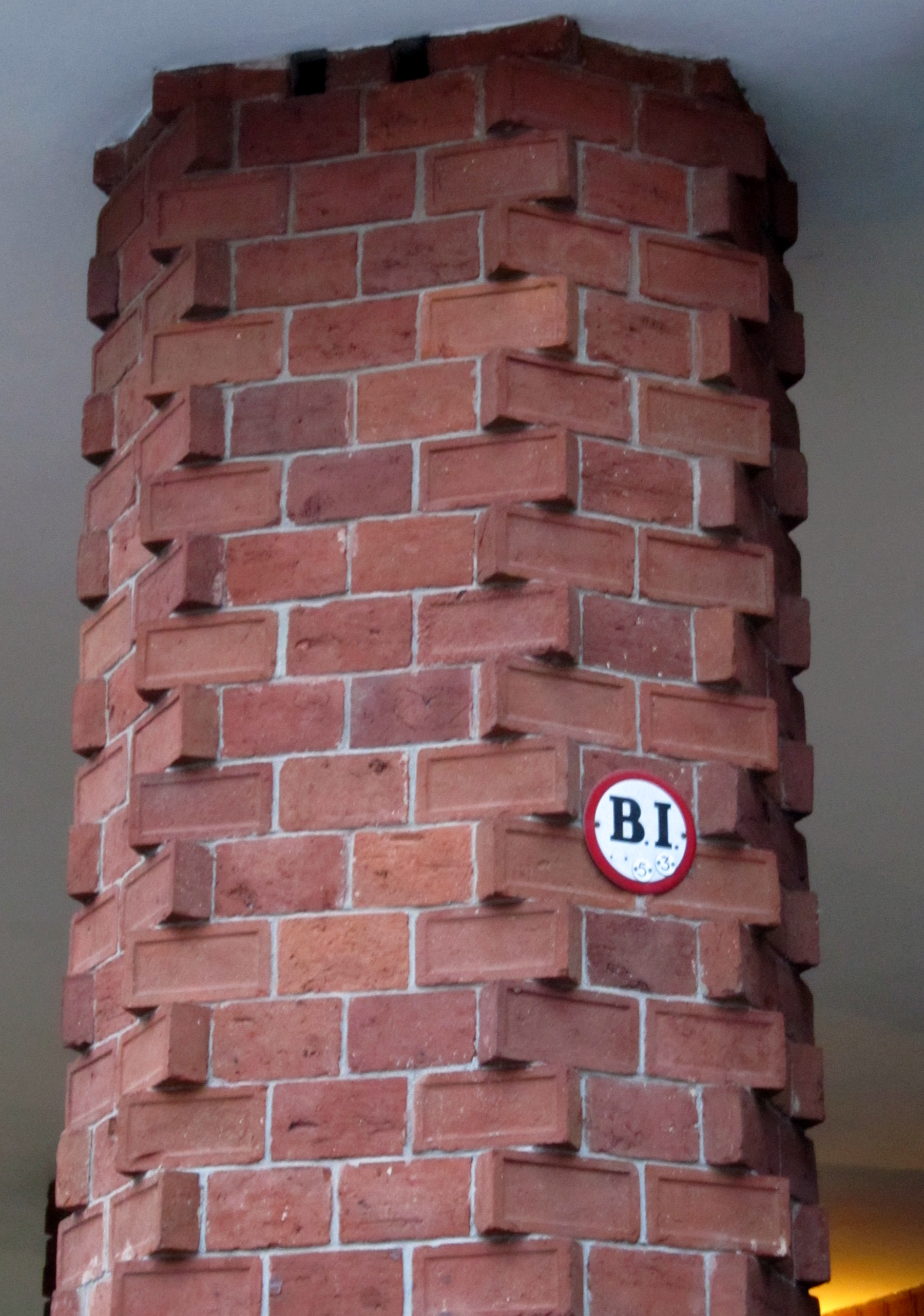
Dettaglio di un pilastro con i mattoni a vista

La scelta di una planimetria variegata giustifica la caratteristica struttura a moduli sovrapposti che, con un equilibrato gioco di sporgenze, sottolinea la varietà dei prospetti con un ritmo di crescente trasformazione verso l'alto, culminando con il tetto pensile. Impossibile non notare, infine, i ricorrenti elementi decorativi tipici della progettualità di Luzi e degli edifici dell'impresa Manolino, ovvero il largo impiego del mattone a vista con posa "a coltello" (atta a mostrare l'incavo volutamente lasciato vuoto) e l'ampio uso di moderne ringhiere in vetro armato.